# Сейлем (Міссурі)
Сейлем (англ. Salem) — місто (англ. city) в США, в окрузі Дент штату Міссурі. Населення — 4608 осіб (2020).

## Географія
Сейлем розташований за координатами 37°38′24″ пн. ш. 91°32′5″ зх. д. / 37.64000° пн. ш. 91.53472° зх. д. (37.639863, -91.534686).  За даними Бюро перепису населення США в 2010 році місто мало площу 8,22 км², уся площа — суходіл.

### Клімат
| Клімат : Сейлем       | Клімат : Сейлем | Клімат : Сейлем | Клімат : Сейлем | Клімат : Сейлем | Клімат : Сейлем | Клімат : Сейлем | Клімат : Сейлем | Клімат : Сейлем | Клімат : Сейлем | Клімат : Сейлем | Клімат : Сейлем | Клімат : Сейлем | Клімат : Сейлем |
| Показник              | Січ.            | Лют.            | Бер.            | Квіт.           | Трав.           | Черв.           | Лип.            | Серп.           | Вер.            | Жовт.           | Лист.           | Груд.           | Рік             |
| Середній максимум, °C | 6,1             | 9,4             | 15,0            | 21,1            | 25,0            | 29,4            | 32,2            | 31,7            | 27,2            | 21,7            | 13,9            | 7,8             | 20,1            |
| Середній мінімум, °C  | −5              | −2,2            | 2,2             | 7,2             | 11,7            | 16,1            | 18,9            | 17,8            | 13,9            | 7,8             | 2,8             | −2,8            | 7,4             |
| Норма опадів, мм      | 56              | 60              | 102             | 112             | 116             | 92              | 90              | 105             | 97              | 88              | 111             | 86              | 1115            |
| --------------------- | --------------- | --------------- | --------------- | --------------- | --------------- | --------------- | --------------- | --------------- | --------------- | --------------- | --------------- | --------------- | --------------- |
| Джерело:              |                 |                 |                 |                 |                 |                 |                 |                 |                 |                 |                 |                 |                 |

## Демографія
Згідно з переписом 2010 року, у місті мешкало 4950 осіб у 2152 домогосподарствах у складі 1248 родин. Густота населення становила 602 особи/км².  Було 2408 помешкань (293/км²).
Расовий склад населення:
| - 95,9 % — білих - 1,1 % — корінних американців - 0,5 % — чорних або афроамериканців - 0,2 % — азіатів - 0,1 % — вихідців з тихоокеанських островів |

До двох чи більше рас належало 1,8 %. Частка іспаномовних становила 1,2 % від усіх жителів.
За віковим діапазоном населення розподілялося таким чином: 24,2 % — особи молодші 18 років, 55,5 % — особи у віці 18—64 років, 20,3 % — особи у віці 65 років та старші. Медіана віку мешканця становила 39,5 року. На 100 осіб жіночої статі у місті припадало 87,1 чоловіків;  на 100 жінок у віці від 18 років та старших — 80,0 чоловіків також старших 18 років.
Середній дохід на одне домашнє господарство  становив 48 935 доларів США (медіана — 25 790), а середній дохід на одну сім'ю — 57 403 долари (медіана — 33 750). Медіана доходів становила 29 583 долари для чоловіків та 26 059 доларів для жінок. За межею бідності перебувало 33,3 % осіб, у тому числі 38,0 % дітей у віці до 18 років та 19,7 % осіб у віці 65 років та старших.
Цивільне працевлаштоване населення становило 1693 особи. Основні галузі зайнятості: освіта, охорона здоров'я та соціальна допомога — 40,9 %, роздрібна торгівля — 17,2 %, виробництво — 10,3 %, будівництво — 8,7 %.